# David Brooks (zapaśnik)
David Kevin Brooks Bodden (ur. 3 sierpnia 1999) – honduraski zapaśnik walczący w obu stylach. Brązowy medalista igrzysk Ameryki Środkowej w 2017. Piąty na igrzyskach Ameryki Środkowej i Karaibów w 2018 roku.